# Scientia potentia est

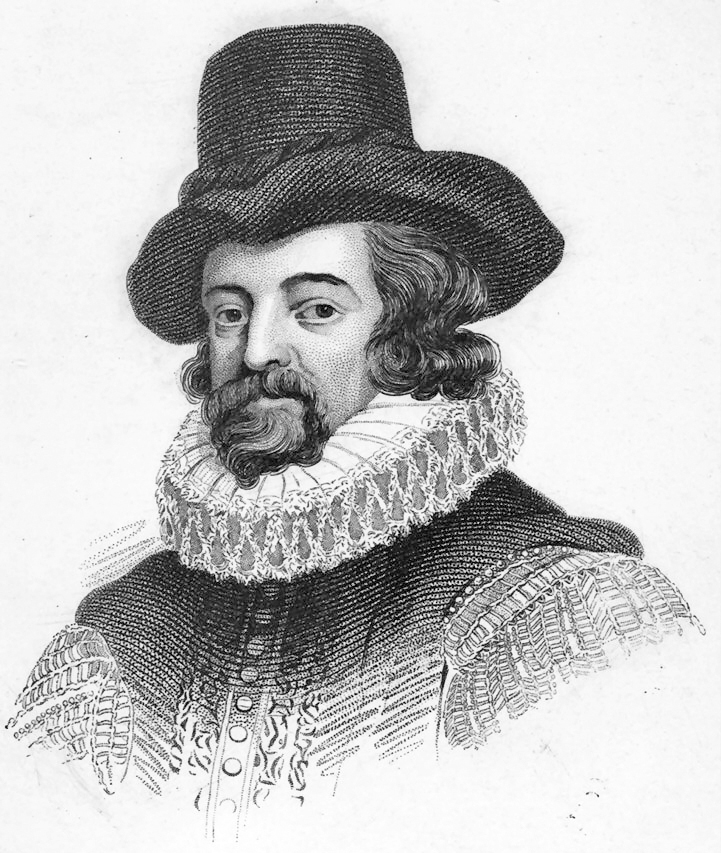
Francis Bacon

Scientia potentia est is een uitspraak in het Latijn, toegeschreven aan Francis Bacon. De zin betekent in het Nederlands kennis is macht. Hiermee wordt gesteld dat kennis en/of scholing een van de belangrijkste dingen is in het leven. Het hebben en delen van kennis is de basis voor het verbeteren van iemands reputatie en invloed en daarmee zijn macht.
De letterlijke tekst is niet teruggevonden in Bacons werken; wel in de vorm ipsa scientia potestas est in Bacons werk Meditationes Sacrae (1597)

## Trivia
- De Nederlandse Piratenpartij gebruikte de zin als deel van hun campagne bij de parlementsverkiezingen van 9 juni 2010. Haar leus luidde: 'Kennis is macht - Francis Bacon, 1597 - Geef ons onze kennis terug - Piratenpartij, 2010'.
- In het spelprogramma Wie is de Mol? (2010) zei Kim Pieters 'Kennis is macht', als verwijzing naar de eerste drie letters van ieder woord: Kim. Hierdoor konden oplettende kijkers weten dat ze de mol was.
- Men heeft het citaat nooit in Bacons Engelse of Latijnse werken teruggevonden. Deze zin is nochtans wel teruggevonden in Thomas Hobbes' werk De Homine, cap. x (1658): "Scientia potentia est, sed parva; quia scientia egregia rara est, nec proinde apparens nisi paucissimis, et in paucis rebus. Scientiae enim ea natura est, ut esse intelligi non post, nisi ab illis qui sunt scientia praediti."
- "Knowledge is power" oftewel "kennis is macht " is de quote van huize Baelish in de serie Game of Thrones.
- De naam van de cloud-software Scienta is gebaseerd op de uitspraak van Francis Bacon.